# Ida Collu
Ida Collu (Carbonia, 18 novembre 1948) è un'attivista e politica italiana, membro della comunità sorda.
È stata la quinta presidente dell'Ente nazionale sordi, dal 1995 al 2011. Dal 2016 al 2022 è stata segretaria dell'associazione Movimento Sordi per l'Eguaglianza (MoSE). Dal 2022 è segretaria del partito politico della comunità sorda italiana, Movimento Italiano Diritti Sordi (MIDS).

## Biografia

### Origini
Sesta di undici fratelli, all'età di 5 anni a causa di una meningoencefalite divenne sorda profonda;  frequentò le scuole elementari in una scuola pubblica del suo paese-Carbonia- in provincia di Cagliari. I genitori, viste le difficoltà di apprendimento la portarono all'istituto per "sordomuti" Argiolas di Cagliari dove poté terminare la scuola dell'obbligo con insegnanti specializzati; frequentò le medie a Roma -Montesacro presso la scuola specializzata per le sordomute per poi tornare in Sardegna al suo paese e proseguire gli studi superiori e l'università non senza grandi difficoltà a causa delle difficili circostanze: la famiglia voleva che trovasse lavoro per aiutare in casa, la scuola magistrale pubblica di Iglesias che frequentava la rifiutava impedendole perfino l'ingresso a scuola definendola handicappate e consigliando ai genitori di mandarla in un istituto specifico. Dopo diverse battaglie, grazie all'amministrazione provinciale e all'Ens di Cagliari decise di continuare gli studi presso l'istituto Magistrale "Suor Nicoli di Cagliari con retta a totale carico della provincia, frequentato da normodotati, fini' gli studi e si diplomò con esame di stato con votazione 58/60.
Scelse di lavorare e contemporaneamente di proseguire gli studi universitari per non gravare sulle già precarie condizioni familiari (padre minatore con in carico undici figli) prima a Cagliari poi Verona. Sposata con un veronese ha un figlio udente.

### Carriera associativa
Negli anni '70 iniziò la sua carriera come attivista dell'Ente Nazionale Sordi, nel PSI e nel mondo dell'associazionismo e volontariato fino a ricoprire la carica di consigliere direttivo e poi di presidente nazionale dell'ENS dal 1995 al 2011, prima e unica donna eletta presidente.
Eletta nel 1995 al XVIII° Congresso Nazionale dell'Ente Nazionale Sordi, associazione storica dei sordi italiani per 16 anni. Nel 2011 venne sfiduciata al XXIV° congresso nazionale ENS.
Dal 2016 è stata cofondatrice dell'associazione "Movimento Sordi Eguaglianza" (MoSE ONLUS).
Nel 2022 è co-fondatrice del Movimento Italiano Diritti dei Sordi (MIDS) che viene eletta con la carica di segreteria dell'associazione politica.
Nell'ottobre 2023, dopo qualche tempo di crisi associativa tra i membri del MIDS, la Collu venne rieletta in un nuovo congresso nonostante le polemiche degli attivisti del MIDS. Le polemiche riguardava delle dimissioni del presidente e del consiglio direttivo del MIDS,tranne il vicepresidente nazionale MIDS che non si è mai rassegnato delle dimissioni.

### Attività politica
Venne eletta nel 1990 consigliere comunale di Verona per il Partito Socialista Italiano con delega del sindaco ai problemi dell'handicap.
Nel 1995 venne nominata presidente della Commissione Europea delle Donne Sorde e del Consiglio Italiano Disabili per l'Unione Europea (CID-UE quale Membro del Forum europeo della disabilità.
Nel 2011 venne nominata segretaria del movimento politico La Discussione.
Nel 2019 si candidò come indipendente al Parlamento europeo alle elezioni del 26 maggio nella lista di Fratelli d'Italia nella circoscrizione Italia centrale, ottenendo 1.382 preferenze.

### Controversie
Nel 2013 subì una controversia legale operata dal Presidente ENS Giuseppe Petrucci (giugno 2011/giugno 2021) di appropriazione indebita e di dissesto economico dell'ente.
Nel 2019 una sentenza della Procura della Repubblica di Roma stabilì l'archiviazione del procedimento per "genericità dei dati contabili privi di sufficienti riscontri privi di rilevanza penale" (Atti del 9 novembre 2020).

## Opere
- Valentina Balit e Ida Collu, Segni al femminile, Milano, Franco Angeli Edizioni, 1999.[14]